# Bilbo Zaharra

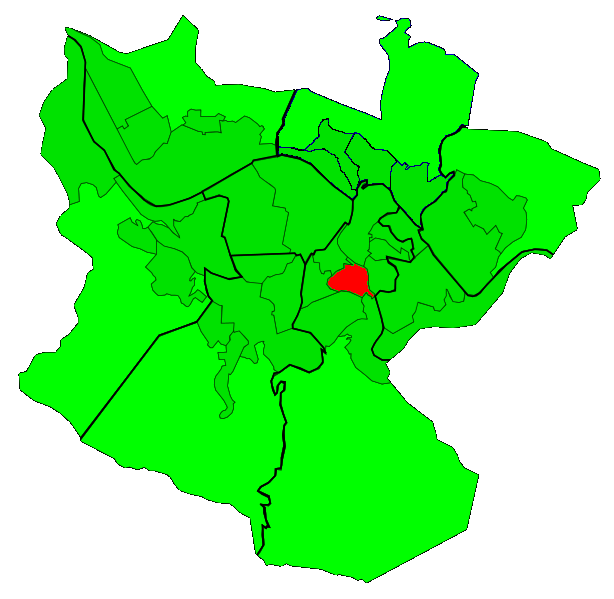
Ubicació de Bilbo Zaharra

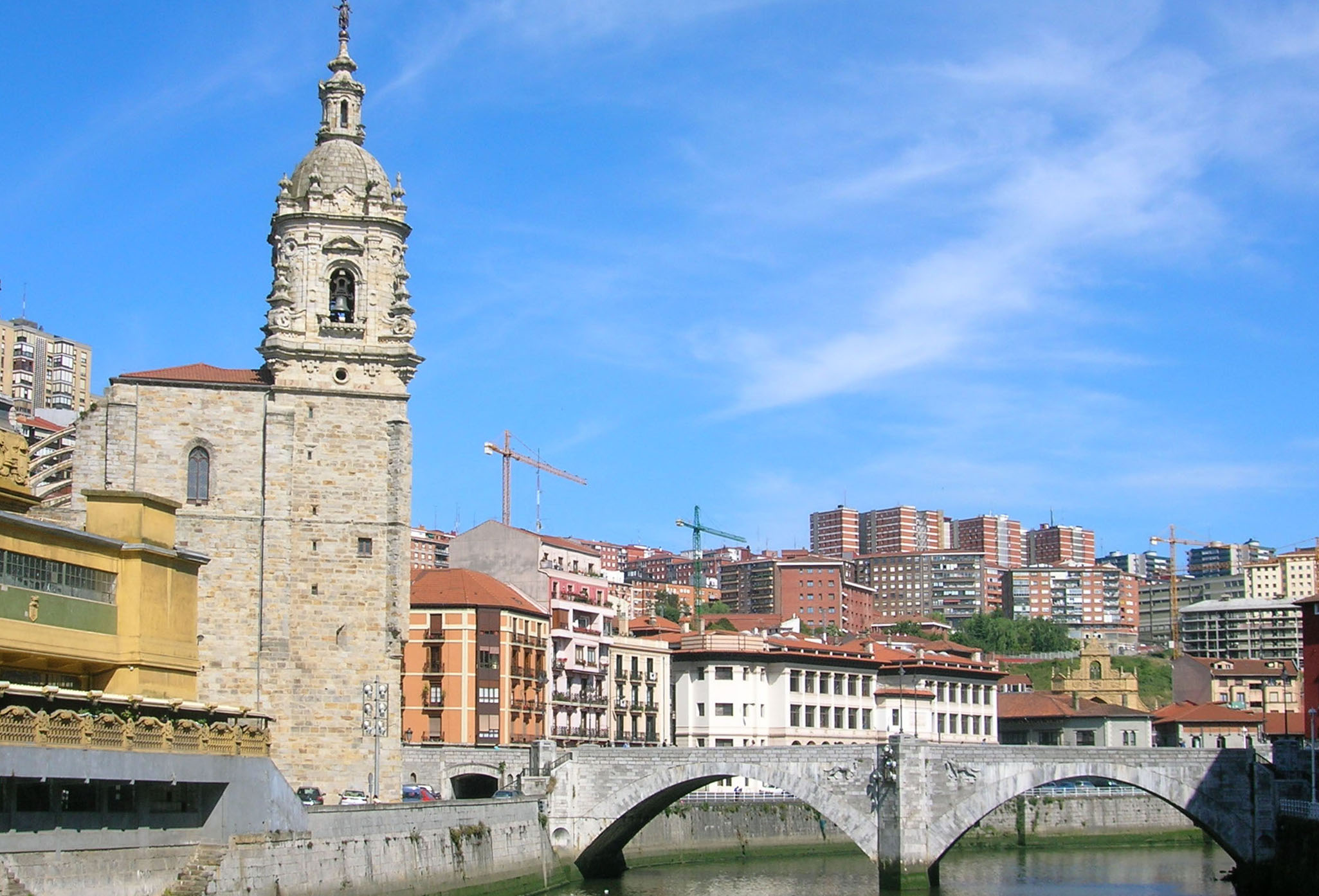
Pont de San Antón amb Atxuri al fons.

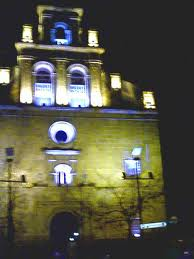
BilboRock

Bilbo Zaharra (en castellà Bilbao La Vieja) és un barri del districte bilbaí d'Ibaiondo. Té una superfície de 0,21 kilòmetres quadrats i una població de 2.894 habitants (2008). Limita al nord amb els barris de San Frantzisko i Zazpikaleak, a l'oest amb Miribilla, al sud amb San Adrian i Abusu/La Peña i a l'est amb Atxuri.

## Història
És el barri més antic de Bilbao, fins i tot més que el barri medieval de Zazpikaleak, fundat en 1300. El marge dret de la ria, que avui és el Nucli Antic, era eminentment comercial, i el marge esquerre, el que cosa avui coneixem com Bilbo Zaharra (Bilbao Vella), minera.
"Allende la Puente" (nom amb què es va conèixer Bilbo Zaharra fins al segle xviii) vivia de l'extracció del ferro de les mines de la zona de Miribilla. L'abundància d'aquest mineral i la seva ubicació estratègica al costat de la Ria del Nervión, va afavorir enormement el comerç amb l'exterior i en poc temps, Bilbao va experimentar un creixement sense precedents.
Ja en el segle xviii, amb la Revolució Industrial, l'arribada massiva de treballadors d'altres províncies i fins i tot altres països, va tenir com a conseqüència l'expansió de Bilbo Zaharra cap a San Frantzisko.
En aquest nou eixample es van instal·lar famílies de treballadors, comerciants i una petita burgesia. San Frantzisko va passar de ser el terreny d'un convent franciscà baixmedieval, (d'aquí el seu nom), a una de les zones més permissives de Bilbao, centre de diversió i famosa per la seva agitada vida nocturna.
La creació del barri de Zabala com a tal és posterior; la seva urbanització va començar a la fi del segle xix. Com a zona perifèrica, s'hi van situar barracons, tallers i magatzems.
El barri està vivint un profund procés de "gentrificació" a causa de la seva estratègica ubicació en el centre de Bilbao i per la fi fa anys de l'activitat que li va donar origen, la mineria. Diversos plans de generació tant urbanística com a social s'estan duent a terme a través de l'Ajuntament de Bilbao i de Lan Ekintza.

## Transports

### Metro
Bilbo Zaharra no té estacions de metro pròpies però té com a properes:
- Estació d'Abando (Metro de Bilbao)
- Estació de Zazpikaleak

### Bilbobus
Línies de Bilbobus i les seves parades:
| Línia | Recorregut                      | Parades a Bilbo Zaharra                                                     |
| ----- | ------------------------------- | --------------------------------------------------------------------------- |
| 11    | Deusto - Atxuri                 | Cortes 2, Muelle de la Merced 3                                             |
| 22    | Sarrikure - Atxuri              | Cortes 2, Muelle de la Merced 3                                             |
| 30    | Txurdinaga - Miribilla          | Dr. Fleming 1, Cruïlla entre Xenpelar amb Zabala, Zabala 22                 |
| 56    | Abusu/La Peña - Sagrado Corazón | Cortes 2, Muelle de la Merced 3, Urazurrutia 1,, Urazurrutia 40, Zamakola 4 |
| 58    | Mintegitxueta - Atxuri          | Cortes 23, Cortes 13, Cortes 2, Urazurrutia 1                               |
| 75    | San Adrian - Atxuri             | Cortes 2, Muelle de la Merced 3                                             |
| 77    | Peñascal - Mina del Morro       | Cortes 2, Muelle de la Merced 3                                             |
| 85    | Zazpilanda - Atxuri             | Cortes 2, Muelle de la Merced 3                                             |

### Tren
Bilbo Zaharra no té estacions de tren pròpies, però té molt a prop les de: 
- Estació Abando-Indalecio Prieto. Rodalies, FEVE i Llarga Distància.
- Estació de Zabalburu. Englobada en les línies C-1 i C-2 de Renfe Rodalies Bilbao.

Mapa de xarxa de Renfe Rodalies de Bilbao.

| Procedència/Destí | Línia | Procedència/Destí |
| ----------------- | ----- | ----------------- |
| Santurtzi         | C1    | Bilbao-Abando     |
| Muskiz            | C2    | Bilbao-Abando     |
| Urduña            | C3    | Bilbao-Abando     |
| Balmaseda         | C3    | Bilbao-Abando     |

### Eusko Tren
El barri no comtpa amb estacions pròpies, però té molt properes les estacions de:
- Estació de Casco Viejo, Plaça San Nicolás, 3
- Estació d'Atxuri. Carrer Atxuri, 6